# Comber
Comber (en gaèlic irlandès An Comar, en escocès de l'Ulster Commer) és una vila d'Irlanda del Nord, al comtat de Down, a la província de l'Ulster. Es troba 5 miles al sud de Newtownards, al nord de Strangford Lough. Està situada al townland de Town Parks, la parròquia civil de Comber i a la baronia històrica de Castlereagh Lower

## Demografia
Comber és classificada com a ciutat petita per la Northern Ireland Statistics and Research Agency (NISRA) (amb una població entre 4.500 i 10.000 habitants). Segons el cens de 2001 tenia 8.933 habitants dels quals:
- 19,7% tenen menys de 16 anys i el 18,0% més de 60
- 48,3% són homes i el 51,7% són dones
- 3,7% són catòlics irlandesos i el 91,6% són protestants
- 2,8% de la població entre 16–74 anys està a l'atur.

## Townlands
Com la resta d'Irlanda, l'àrea de Comber ha estat dividida en townlands, els noms de les quals procedeixen majoritàriament del gaèlic irlandès. Aquesta és una llista de townlands de l'àrea urbana de Comber amb la seva etimologia:
- Ballyaltikilligan (de Baile Ailt Uí Ghiollagáin que vol dir "llogaret de la vall d'O'Gilligan" o Baile Ailt Cille Aodháin que vol dir "llogaret de la vall de l'església d'Aodan")
- Ballyhenry Minor (de Baile Héinrí o Baile Éinrí que vol dir "llogaret d'Enric")
- Ballymagaughey (de Baile Mhig Eacháin que vol dir "vila de MacGaughey")
- Carnasure o Carnesure (de Ceathrú na Siúr que vol dir "terra de les germanes")
- Glassmoss

## Història
Es creu que a la zona hi havia una església fundada per Patrici d'Irlanda. Cap al 1200 es va fundar una abadia cistercenca on avui dia hi ha una església anglicana. Quan el 1541 Enric VIII d'Anglaterra clausurà els monestirs l'abadia quedà en ruïnes i les pedres foren utilitzades per a altres construccions.
Durant la colonització de l'Ulster en el segle xvii la ciutat va créixer amb l'influx de colons escocesos, que inicialment es dedicaren a la pesca i al comerç, i a partir del segle xviii a la indústria i a la destil·lació de whisky. El 1841 tenia 1.400 habitants, que augmentaren a 4.000 el 1961 i els 8.933 el 2001. D'aquesta ciutat era l'armador Thomas Andrews, cap de l'empresa constructora del RMS Titanic.

## Personatges
- John Miller Andrews (1871-1956), polític i primer ministre d'Irlanda del Nord.
- William McFadden Orr (1866-1934), matemàtic.